# Scott Baird
Scott Baird, född den 7 maj 1951 i Bemidji, Minnesota, är en amerikansk curlingspelare.
Han tog OS-brons i herrarnas curlingturnering i samband med de olympiska curlingtävlingarna 2006 i Turin.